# Slaget vid Yashima

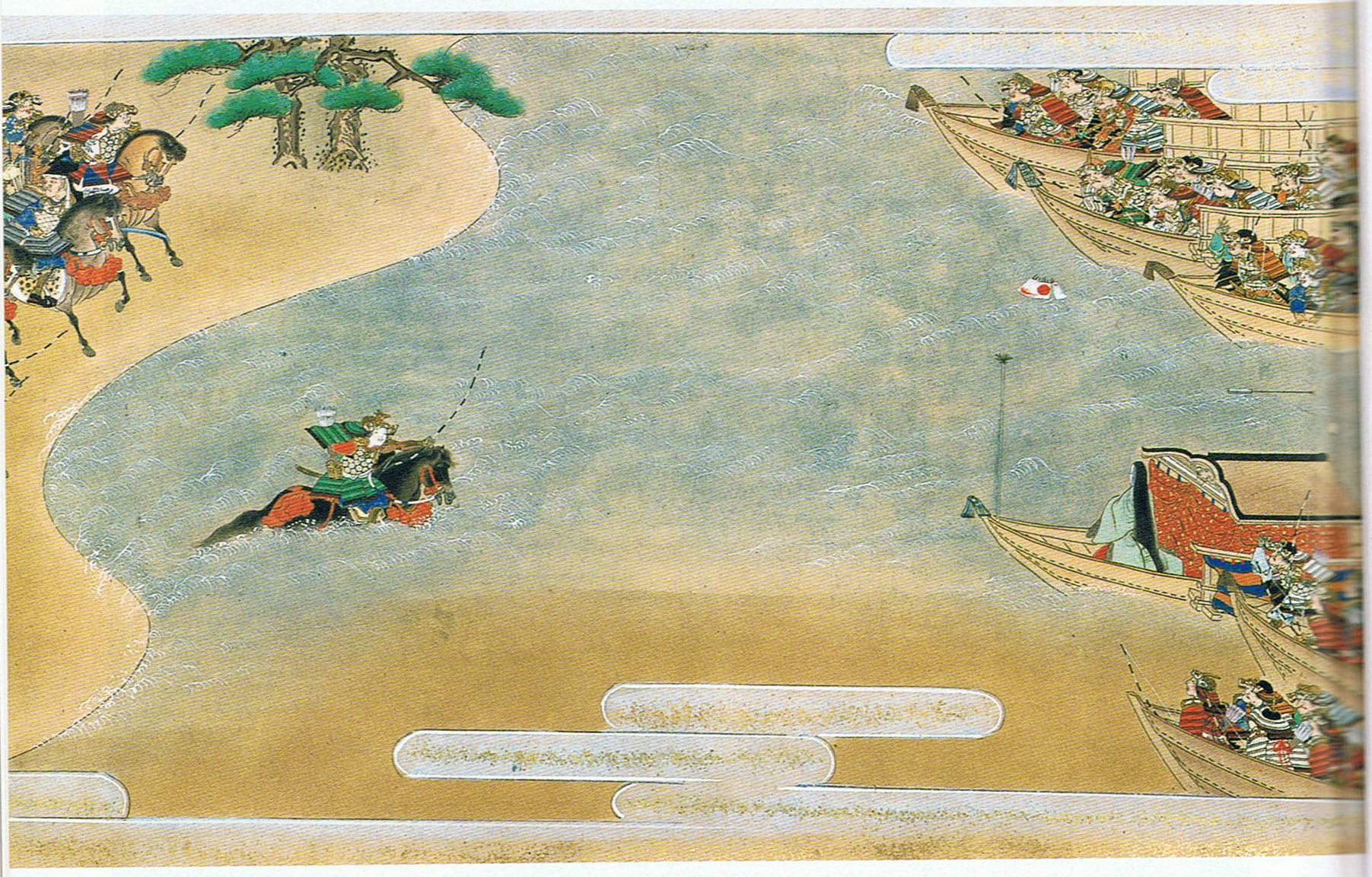
Nasu no Yoichi avfyrar en pil mot masttoppen på ett Taira-fartyg. Bild från Watanabe-museet, i prefekturen Tottori, Japan.

Slaget vid Yashima var ett sjöslag som utspelades den 22 mars 1185. Efter en lång rad av förluster hade Taira dragit sig tillbaka till Yashima, som idag är staden Takamatsu, strax utanför Shikoku. Här hade Taira befästningar och ett enklare palats för sin kejsare, Antoku. Här fanns också de kejserliga regalierna, som Taira-klanen hade kommit över tidigare i kriget.
Minamoto no Yoshitsune tog sig från Kyoto till Shikoku med en liten styrka, inte fler än etthundra soldater. På vägen förstördes många av hans skepp i en storm, men han återupprustades av en allierad till Minamoto, Kajiwara Kagetoki. 
Taira förväntade sig en attack från havet. Därför såg Minamoto no Yoshitsune till att tända eldar på Shikoku, och lurade därigenom Taira att tro att en stor armé kom landvägen. De övergav befästningarna och gick till sjöss, tillsammans med kejsare och regalier.
Minamoto vann sjöslaget som följde, men huvuddelen av Tairas flotta kunde fly till Dan-no-ura, som idag är den japanska staden Shimonoseki i prefekturen Yamaguchi. Där besegrades Taira en månad senare i slaget vid Dan-no-ura.